# Хон Сон Сик
Хон Сон Сик (кор. 홍성식; 13 листопада 1967, Північна Чолла) — південнокорейський боксер, призер Олімпійських ігор.

## Спортивна кар'єра
На чемпіонаті світу 1989 Хон Сон Сик програв в першому бою майбутньому чемпіону світу Хуліо Гонсалесу (Куба) — 15-33.
На Кубку світу 1990 у Дубліні переміг двох суперників, у півфіналі програв Хуліо Гонсалесу — RSC-1, у бою за третє місце переміг Камаля Маржуан (Марокко) — PTS і отримав бронзову нагороду.
На чемпіонаті світу 1991 переміг двох суперників, а у чвертьфіналі програв Артуру Григоряну (СРСР) — 7-19.
На Олімпійських іграх 1992 Хон Сон Сик завоював бронзову медаль.
- В 1/16 фіналу переміг Юн Йон Чхоля (Північна Корея) — 11-2
- В 1/8 фіналу переміг Артура Григоряна (Об'єднана команда) — 9-3
- У чвертьфіналі переміг Рональда Чавеса (Філіппіни) — KO 1
- У півфіналі програв Оскару Де Ла Хойя (США) — 10-11

1993 року став переможцем Східно-Азійських ігор, після чого завершив виступи.